# 洋酒
洋酒，指源自西洋（歐洲及北美洲地區），或是在這個地區製造的各種含酒精飲料。其中以葡萄酒、威士忌等最著名。這個名詞盛行於中國、日本與韓國等東亞地區。

## 概論
在地理大發現之後，歐洲的各種酒類開始進入亞洲，東亞各國為了區分這些酒類，開始使用洋酒這個名稱；使用和酒或是中國酒之類的用語，則被用來稱呼原有的本地酒類飲料。這個名詞在明治維新之後開始流行。1870年，在太政官的公文書中，開始列出洋酒一項，這是洋酒成為官方用語，出現在官方文件的最早記錄。
一般來說，在東亞地區，洋酒常被用來指威士忌或白蘭地之類的蒸餾酒，如啤酒之類的釀造酒比較少被列入其中。